# Admiral of the Navy

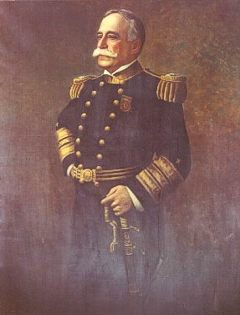
George Dewey

Admiral of the Navy is een rang die slechts eenmaal in de geschiedenis van de Amerikaanse marine is gedragen: door George Dewey. 
Als erkenning voor zijn rol in de Spaans-Amerikaanse Oorlog, met name de Slag in de Manila Bay in 1898, werd hij in 1899 al aangesteld als Admiral (USN) en bij speciale wetgeving in 1903 stelde het Congress de rang Admiral of the Navy in. 
Er werd vastgelegd dat deze rang bóven de viersterrenfunctie van admiraal stond en gelijkwaardig was aan de Britse Admiral of the Fleet. Bij het overlijden van Dewey, in 1917, verdween de rang uit de Amerikaanse marine.
Bij de instelling van de (vijfsterren) Fleet Admiral, tijdens de Tweede Wereldoorlog, werd beargumenteerd dat de Admiral of the Navy gezien moest worden als een zessterrenfunctie, bóven de Fleet Admiral. Omdat er echter nooit een Admiral of the Navy en een Fleet Admiral gelijktijdig in functie zijn geweest wordt deze discussie binnen de Amerikaanse marine nog steeds gevoerd.